# Friedrich I. (Braunschweig-Wolfenbüttel)
Friedrich von Braunschweig und Lüneburg (* 1357/58; † 5. Juni 1400 bei Kleinenglis) war Herzog zu Braunschweig und Lüneburg.

## Leben und Wirken
Friedrich war der älteste Sohn des Herzogs Magnus II. in Braunschweig und Lüneburg, genannt Torquatus (mit der Kette), und der Katharina von Anhalt-Bernburg. Er war ebenso wie sein Vater und seine Brüder in die Lüneburger Erbfolgekriege verwickelt, bei denen er im Jahr 1388 Lüneburg eroberte.

## Ehe und Nachkommen
Friedrich heiratete 1386 Anna von Sachsen († 1426), eine Tochter des Kurfürsten Wenzel, mit der er zwei Töchter hatte:
- Katharina († zw. 3. Mai 1436 und 26. November 1439); ⚭ (1413) Graf Heinrich XIX. von Schwarzburg-Blankenburg
- Anna (* 1390; † 1432); ⚭ (1410) Friedrich IV. von Habsburg mit der leeren Tasche, Graf in Tirol

## Ermordung
Bei den Verhandlungen zur Königswahl Ende Mai 1400 in Frankfurt nominierte ihn sein Schwager Rudolf von Sachsen, aber Erzbischof Johann II. von Mainz favorisierte Ruprecht, den Pfalzgrafen bei Rhein. Es kam zum Streit, und Friedrich reiste in Unfrieden ab. Auf dem Heimritt wurde er am 5. Juni 1400 bei dem Dorf Kleinenglis, wenige Kilometer südlich von Fritzlar vom Mainzer Oberamtmann in Hessen, dem Grafen Heinrich VII. von Waldeck, und dessen Kumpanen Friedrich III. von Hertingshausen und Konrad (Kunzmann) von Falkenberg ermordet. Am Tatort steht seit dem 15. Jahrhundert das sogenannte Kaiserkreuz von Kleinenglis.
Die Leiche Friedrichs wurde nach der Bergung in der Fritzlarer Stiftskirche St. Peter aufgebahrt. Danach wurden die sterblichen Überreste für die Überführung nach Braunschweig vorbereitet, wobei recht sicher anzunehmen ist, dass diese Überführung nach der Sitte more teutonico geschah. Der Hauptteil des Körpers ist in der Stiftskirche St. Blasius (heute Dom) bestattet. Unterwegs wurde das Herz (und wohl auch Teile der Eingeweide) Friedrichs in der Zisterzienserinnen-Klosterkirche zu Wiebrechtshausen (nördlich von Northeim) bestattet. Die Stelle der Herzbestattung (pars pro toto) ist durch eine Markierung im Fußboden vor dem Altar kenntlich gemacht. Das Herz Friedrichs ruht nur wenige Meter von der Grabstelle seines Oheims, Otto Herzog von Braunschweig-Göttingen, genannt der Quade, entfernt. Es ist anzunehmen, dass damit der engen Verbindung der beiden Männer gedacht werden soll.
König Ruprecht verpflichtete die Mörder am 3. Februar 1402 zur Stiftung eines Altars mit ewiger Seelenmesse in der Stiftskirche St. Peter in Fritzlar als Sühne.